# Stevenia etrusca
Stevenia etrusca är en tvåvingeart som beskrevs av Cerretti och Thomas Pape 2007. Stevenia etrusca ingår i släktet Stevenia och familjen gråsuggeflugor.
Artens utbredningsområde är Italien. Inga underarter finns listade i Catalogue of Life.